# Élections législatives santoméennes de 2006
Les élections législatives santoméennes de 2006 se déroulent les 26 mars et 2 avril 2006 à Sao Tomé-et-Principe.
Le résultat est une victoire de la coalition composée du Mouvement pour les forces de changement démocratique – Parti libéral et du Parti de convergence démocratique – Groupe de réflexion (MDFM-PCD), obtenant 23 sièges sur 55 à l'Assemblée nationale, contre 20 sièges pour le Mouvement pour la libération de Sao Tomé-et-Principe – Parti social-démocrate (MLSTP-PSD). Le taux de participation est de 66,9 %, une augmentation de 0,6 point par rapport à 2002.

## Contexte
Ces élections se tiennent le 26 mars 2006 à la suite de l'expiration normale du mandat des membres de l'Assemblée nationale.
Plus de 500 candidats ont disputé les 55 sièges en jeu. Les résultats des précédentes élections de 2002 n'avaient pas permis la victoire claire d'une force politique puisque le Mouvement pour la libération de Sao Tomé-et-Principe avait remporté 24 sièges contre 23 pour la coalition composée du Mouvement pour les forces de changement démocratique  et du Parti de convergence démocratique, et 8 pour la coalition Uê Kédadji.
Le gouvernement mis en place à la suite de ces élections était composé de représentants des trois principales forces politiques mais a été marqué par une certaine instabilité, du fait notamment d'allégations de corruption, plusieurs ministres ayant été remerciés par le président Fradique de Menezes.

## Campagne électorale
Au cours de la campagne électorale, se déroulant du 20 février au 24 mars, plusieurs accusations mutuelles de corruption se sont faites entendre.
Hormis cela, les candidats des différents camps s'étaient engagés à œuvrer pour améliorer le quotidien des citoyens, notamment en leur permettant un meilleur accès à l'eau potable et aux soins. Malgré le début de l'exploration des réserves de pétrole en 2004, le pays est resté l'un des plus pauvres d'Afrique.

## Résultats
Au total, 66,9 % des quelque 79 000 électeurs inscrits se sont rendus aux urnes. Des manifestants qui exigeaient de meilleures conditions de vie ont bloqué plusieurs bureaux de vote le 26 mars. Par la suite, la Commission électorale nationale (CEN) a organisé un vote séparé dans ces bureaux de vote le 2 avril. Ce vote séparé s'est déroulé dans une paix relative.
Des observateurs internationaux, notamment l'Union européenne et la Communauté des pays de langue portugaise, ont surveillé le scrutin. Bien que l'achat de votes ait été rapporté, les observateurs ont conclu que les élections étaient libres et transparentes.
| Parti | Parti | Voix   | %     | Sièges | +/-           |
| ----- | --- | ------ | ----- | ------ | ------------- |
|       | Coalition MDFM-PCD - Mouvement pour les forces de changement démocratique – Parti libéral - Parti de convergence démocratique – Groupe de réflexion | 19 640 | 37,07 | 23     | en stagnation |
|       | Mouvement pour la libération de Sao Tomé-et-Principe – Parti social-démocrate                                                                       | 15 733 | 30,21 | 20     | 4             |
|       | Action démocratique indépendante | 10 678 | 20,50 | 11     | 3             |
|       | Mouvement nouvelle voie | 2 515  | 4,83  | 1      | Nv.           |
|       | Union nationale pour la démocratie et le progrès (en)                                                                                               | 1 156  | 2,22  | 0      |               |
|       | Front chrétien-démocrate (en) | 796    | 1,53  | 0      |               |
|       | Uê Kédadji | 534    | 1,03  | 0      | 8             |
|       | Parti social libéral (en) | 413    | 0,79  | 0      |               |
|       | Génération espoir | 336    | 0,65  | 0      |               |
|       | Parti des travailleurs santoméens (en) | 336    | 0,65  | 0      |               |
|       | Blancs/Nuls | 1 293  |       |        |               |
|       | Total | 53 378 | 100   | 55     |               |

## Conséquences
La coalition MDFD-GR, soutien du président Fradique de Menezes, retrouve sa place de première force politique à l'Assemblée nationale en remportant vingt-trois sièges contre vingt pour le MLSTP-PSD. L'Action démocratique indépendante, qui a pris la décision de ne plus faire partie de la coalition Uê Kédadji, remporte onze sièges.
Le 20 avril 2006, de Menezes nomme Tomé Vera Cruz au poste de Premier ministre, mettant ainsi fin à la période de cohabitation. L'Assemblée nouvellement élue tient sa première session le 18 mai 2006 et élit Francisco da Silva à sa présidence.